# ジャスプリット・ブムラ
ジャスプリット・ジャスビルシン・ブムラ（英: Jasprit Jasbirsingh Bumrah、1993年12月6日 - ）は、インド・アフマダーバード出身のプロクリケット選手。インド代表。ポジションはボウラー。

## 概要
世界有数のボウラーの一人。2024年にアメリカ合衆国及び西インド諸島で開催されたT20ワールドカップでは大会最優秀選手賞を獲得した。2024年9月時点でのInstagram公式アカウントのフォロワー数は1,700万を超えている。